# Джонсон, Кори (актёр)
Кори Джонсон (англ. Corey Johnson, при рождении Джон Джонсон; род. 17 мая 1961) — американский актёр, который активно играет в Великобритании, и наиболее известен по своим ролям второго плана в фильмах «Хеллбой: Герой из пекла», «Kingsman: Секретная служба», «Капитан Филлипс», «Ультиматум Борна», «Пипец», в эпизоде «Специальный» сериала «Призраки» и эпизоде «Далек» сериала «Доктор Кто».

## Личная жизнь
Родился в Новом Орлеане, Луизиане. Он был одним из пятерых детей, с двумя братьями и двумя сёстрами. Один из его братьев является спортивным комментатором в Новом Орлеане. Он тренировался в Центральной школе речи и драмы, где он встретился с актрисой Люси Коху. Они поженились, но позже развелись.

## Карьера
Его фильмы включают «Во имя чести», «Контракт», «Ультиматум Борна», «Эволюция Борна», «Спасти рядового Райана», адаптацию «Хеллбоя: Героя из пекла» Гильермо Дель Торо, фильм 2005 «И грянул гром» по Рэю Брэдбери и «Цветы Харрисона». Он также появился в обладающем множеством наград сериале канала HBO, «Братья по оружию». Прорывным годом Джонсона стал 1999, сыграв американского расхитителя гробниц Дэниелса в фильме «Мумия».
В 2015 году, он сыграл пилота вертолёта в научно-фантастическом фильме «Из машины», вместе с Алисией Викандер, Домналлом Глисоном и Оскаром Айзеком.

## Фильмография
| Год  | Название                            | Ориг. название                  | Роль                              | Примечания                    |
| ---- | ----------------------------------- | ------------------------------- | --------------------------------- | ----------------------------- |
| 1993 | Невинный                            | The Innocent                    | Лу                                | кинодебют                     |
| 1998 | Спасти рядового Райана              | Saving Private Ryan             | радист                            | фильм                         |
| 1999 | Мумия                               | The Mummy                       | Дэниелс                           | фильм                         |
| 1999 | Shadow Man                          | Shadow Man                      | Марко Крус/Милтон Т. Пайк         | видеоигра (озвучка)           |
| 2001 | Детектив Нэш Бриджес                | Nash Bridges                    | Эдвард Бендер                     | телесериал                    |
| 2001 | Братья по оружию                    | Band of Brothers                | майор Луис Кент                   | телесериал                    |
| 2003 | Во имя мести                        | Out for a Kill                  | Эд Грей                           | фильм                         |
| 2004 | Хеллбой: Герой из пекла             | Hellboy                         | агент Клэй                        | фильм                         |
| 2005 | 7 секунд                            | 7 Seconds                       | Тул                               | фильм                         |
| 2005 | Доктор Кто                          | Doctor Who                      | Генри ван Саттен                  | телесериал                    |
| 2005 | И грянул гром                       | A Sound of Thunder              | Кристиан Миддлтон                 | фильм                         |
| 2006 | Потерянный рейс                     | United 93                       | Луис Дж. Нэк II                   | фильм                         |
| 2007 | Контракт                            | The Contract                    | Дэвис                             | фильм                         |
| 2007 | Ультиматум Борна                    | The Bourne Ultimatum            | Рэй Уиллс                         | фильм                         |
| 2009 | Четвёртый вид                       | The Fourth Kind                 | Томми Фишер                       | фильм                         |
| 2009 | Универсальный солдат 3: Возрождение | Universal Soldier: Regeneration | полковник Джон Коби               | фильм                         |
| 2010 | Пипец                               | Kick-Ass                        | спортивный громила                | фильм                         |
| 2011 | Люди Икс: Первый класс              | X-Men: First Class              | главный надзиратель               | фильм                         |
| 2012 | Эволюция Борна                      | The Bourne Legacy               | Рэй Уиллс                         | фильм                         |
| 2013 | Капитан Филлипс                     | Captain Phillips                | Кен Куинн                         | фильм                         |
| 2013 | Как я теперь люблю                  | How I Live Now                  | консульский работник              | фильм                         |
| 2015 | Kingsman: Секретная служба          | Kingsman: The Secret Service    | лидер церкви                      | фильм                         |
| 2015 | Из машины                           | Ex Machina                      | Джей                              | фильм                         |
| 2017 | Меган Ливи                          | Megan Leavey                    | мастер-сержант                    | фильм                         |
| 2018 | Город и город                       | The City & The City             | отец Махалии Гири                 | телефильм                     |
| 2018 | Частная война                       | A Private War                   | Норм Коберн                       | фильм                         |
| 2019 | Опасный элемент                     | Radioactive                     | Адам Уорнер                       | фильм                         |
| 2021 | Мавританец                          | The Mauritanian                 | Билл Сейдель                      | фильм                         |
| 2022 | Морбиус                             | Morbius                         | мистер Фокс                       | фильм                         |
| 2022 | Все старые ножи                     | All the Old Knives              | Карл Стейн                        | фильм                         |
| 2022 | Бэтгёрл                             | Batgirl                         | неизвестно (выход фильма отменён) | фильм                         |
| 2023 | Чёрное зеркало                      | Black Mirror                    | Клэй                              | телесериал, 4 серия (6 сезон) |